# Enicospilus wenesubae
Enicospilus wenesubae là một loài tò vò trong họ Ichneumonidae.